# 1951 a filmművészetben

## Események
- január 7. – A Cecil B. DeMille rendezte Sámson és Delila című filmeposzt Egyiptomban betiltják.
- február 16. – New Yorkban betiltják A csoda című Roberto Rossellini-film bemutatását, amely A hét főbűn egyik darabja. A cenzúra a betiltást a vallási érzelmek megsértésével indokolja.
- június 6. – Nyugat-Berlinben először adják ki a Német Filmdíjat, mellyel a német filmgyártás legjobb alkotásait jutalmazzák. Megnyitják az első Berlini Nemzetközi Filmfesztivált Alfred Bauer vezetésével.
- június 16. – Argentínában feloldják az USA-ban készült filmek bemutatásának tilalmát.
- október 8. – A filmsztárok a világ minden részéről összegyűlnek Hollywoodban, hogy megünnepeljék a filmfőváros fennállásának 50. évfordulóját. Harry S. Truman elnök a városba látogat az ünnepségre.
- A John Wesley élete című film az első teljesen Eastmancolor-eljárással készült amerikai film.
- Elkészül az első japán színes film. Carmen visszatér szülőföldjére címmel.
- A szocialista realizmus dicsőítésének éve. 7 magyar film készül, mind a hétben jelen van az ellenség.

## Sikerfilmek
Észak-Amerika
1. David and Bathsheba – rendező Henry King
2. Show Boat – rendező George Sidney
3. A nagy Caruso – rendező Richard Thorpe
4. Egy amerikai Párizsban – főszereplő Gene Kelly és Leslie Caron
5. A vágy villamosa – rendező Elia Kazan

## Magyar filmek
- Becsület és dicsőség – rendező Gertler Viktor
- Déryné – rendező Kalmár László
- Felszabadult föld – rendező Bán Frigyes
- Gyarmat a föld alatt – rendező Makk Károly
- A kiskakas gyémánt félkrajcárja, rövid – rendező Macskássy Gyula
- Különös házasság – rendező Keleti Márton
- A selejt bosszúja, TV, rövid – rendező Keleti Márton
- A szovjet mezőgazdasági küldöttek tanításai – rendező Jancsó Miklós
- Teljes gőzzel – rendező Máriássy Félix
- Vihar – rendező Fábri Zoltán

## Díjak, fesztiválok
Oscar-díj (március 29.)
- Film: Mindent Éváról
- Rendező: Joseph L. Mankiewicz – Mindent Éváról
- Férfi főszereplő: José Ferrer – Cyrano de Bergerac
- Női főszereplő: Judy Hollyday – Tegnap született
- Külföldi film: A feledés útján

1951-es cannes-i filmfesztivál
Berlini Nemzetközi Filmfesztivál (június 6–18.)
- Arany Medve: Négyen egy dzsipben – Leopold Lindtberg, Hamupipőke – Walt Disney
- Ezüst Medve: A reménység útja – Pietro Germi
- Bronz Medve: Felsőbb osztályba léphet – Anthony Asquith

Velencei Nemzetközi Filmfesztivál (augusztus 21. - szeptember 10.)
- Arany Oroszlán: A vihar kapujában – Kuroszava Akira
- Férfi főszereplő: Jean Gabin – A gyönyör
- Női főszereplő: Vivien Leigh – A vágy villamosa

## Filmbemutatók
- Ace in the Hole – rendező Billy Wilder
- Afrika királynője – rendező John Huston
- Alice Csodaországban – rendező Clyde Geronimi és Wilfred Jackson
- Egy amerikai Párizsban – rendező Vincente Minnelli
- Angels in the Outfield – rendező Clarence Brown
- Bedtime for Bonzo – rendező Frederick De Cordova
- The Day the Earth Stood Still – rendező Robert Wise
- Az ügynök halála (Death of a Salesman) – rendező Benedek László
- Flying Leathernecks főszereplő John Wayne
- The Lavender Hill Mob – rendező Charles Crichton
- Laughter in Paradise – rendező Mario Zampi
- The Man in the White Suit – rendező Alexander Mackendrick
- Csoda Milánóban – rendező Vittorio De Sica
- Miss Julie – rendező Alf Sjöberg
- No Highway – rendező Henry Koster
- On the Riviera – rendező Walter Lang
- A vihar kapujában – rendező Kuroszava Akira
- Idegenek a vonaton – rendező Alfred Hitchcock
- The Thing From Another World – rendező Christian Nyby
- When Worlds Collide – rendező Rudolph Maté
- Nyári közjáték – rendező Ingmar Bergman
- A csavargó (Awaara) – rendező és főszereplő Radzs Kapur (India)
- A nagy Caruso – rendező Richard Thorpe, főszereplő Mario Lanza

## Rajzfilm sorozatok
- Popeye, a tengerész (1933–1957)
- Tom és Jerry (1940–1958)

## Születések
- március 14. – Season Hubley, színésznő
- április 10. – Steven Seagal színész
- június 29. – Don Rosa, a ma élő legnagyobb Donald kacsa-rajzoló
- július 24. – Lynda Carter, színésznő
- augusztus 6. – Catherine Hicks, amerikai színésznő
- szeptember 2. – Mark Harmon, amerikai színész

## Halálozások
- január 11. – Charles W. Goddard, forgatókönyvíró
- március 25. – Oscar Micheaux, úttörő filmes és író
- április 4. – Al Christie, rendező és producer
- július 23. – Robert J. Flaherty, úttörő dokumentumfilmes
- szeptember 7. – Maria Montez, színésznő